# Tenuipalpus coccolobicoloides
Tenuipalpus coccolobicoloides är en spindeldjursart som beskrevs av De Leon 1965. Tenuipalpus coccolobicoloides ingår i släktet Tenuipalpus och familjen Tenuipalpidae. Inga underarter finns listade i Catalogue of Life.